# 1848年のフランス革命
1848年のフランス革命（仏: Révolution française de 1848）は、ヨーロッパに起きた1848年の革命の波の1つで、フランスで起こった革命である。2月に始まったことから、日本では二月革命と呼ばれることが多い。

## 概要
この革命はそれまでのフランス革命や七月革命とは異なり、以前のブルジョワジー主体の市民革命から、プロレタリアート主体の革命へと転化した。この革命には、当初から社会主義者が参加しており（ピエール＝ジョゼフ・プルードン、ルイ＝オーギュスト・ブランキなどが有名）、フランス三色旗に混じって赤旗も振られた。
この時代の社会主義に対する期待の高まりが見て取れるが、ルイ・ブランなど社会主義者が臨時政府の中で孤立していくと、社会主義を奉じる候補者は農民の支持を失い、翌年4月の国政選で落選してしまった。急進派の敗北は、農民がフランス革命とナポレオン戦争を経てようやく手に入れた土地を、社会主義者に「平等」を理由に奪われることを恐れたためである。
6月にはパリの労働者が蜂起（六月蜂起）するが、多数の犠牲者を出して失敗し、以後、革命の鎮静化とともに反動が開始して、最終的にルイ・ナポレオンが大統領に当選する。

## 発端

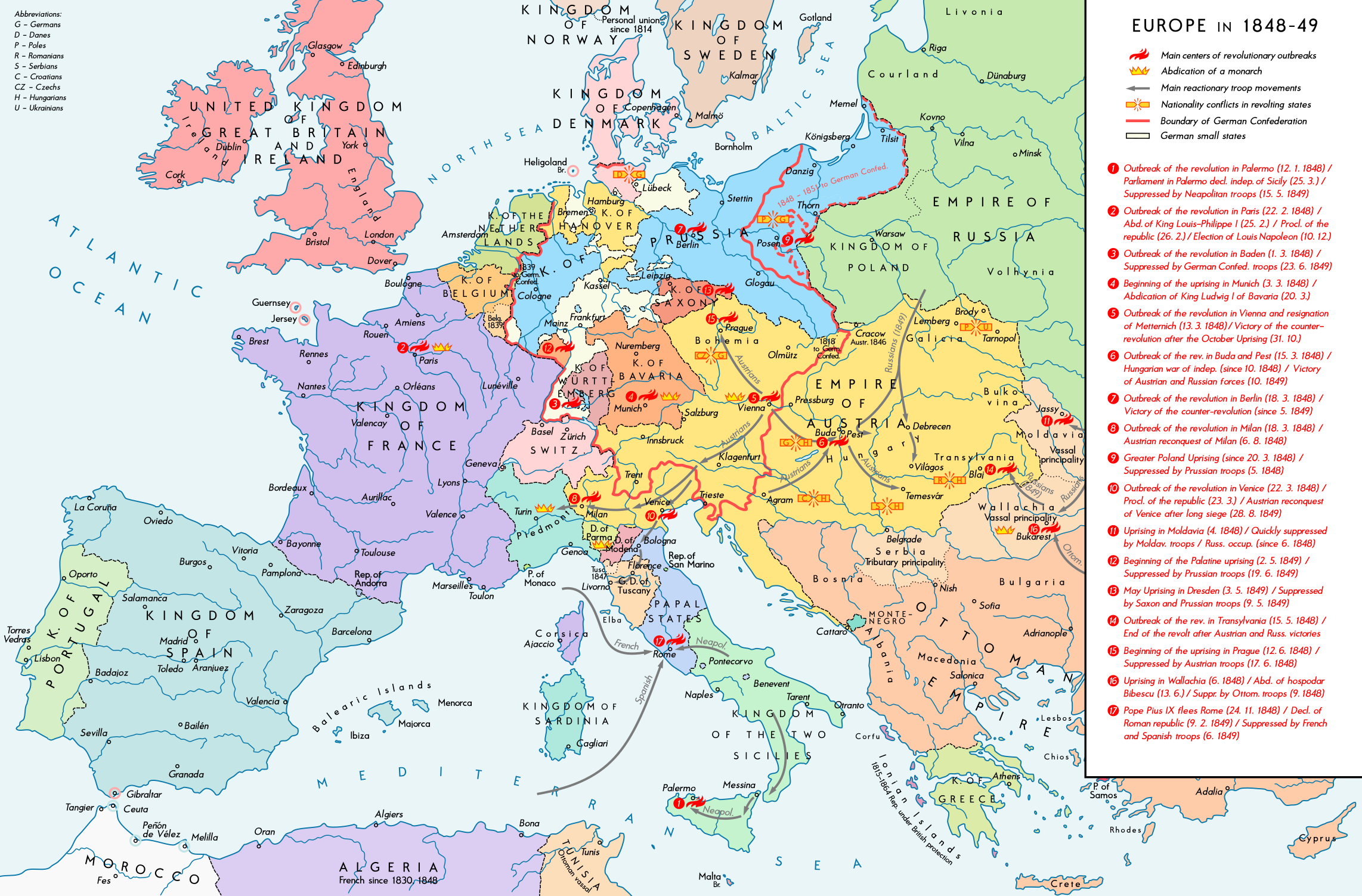
1848年革命のヨーロッパ。

1845年から48年にかけて、ヨーロッパに貧農の主食となっていたジャガイモを枯らす病気、胴枯れ病が蔓延し、ヨーロッパ中に大飢饉が発生した。民衆の飢饉暴動が頻発し、ヨーロッパ各国で産業革命による貧困の拡大と飢餓の発生、食糧価格の高騰により深刻な社会不安が広がっていた。1846年以降、アイルランドでは壊滅的なジャガイモ飢饉へと発展し、政府の十分な対策もないまま100万人もの犠牲者を出した。同様の現象が各地で発生し、フランスではジャガイモの値段は4倍、小麦の値段が2倍になり、1847年のパンの値段は暴騰して市民生活を圧迫した。南ドイツのバーデン地方でも小麦価格は4倍に、黒パンの価格は2倍となった。また、ベルギーでは飢餓に加えて、チフスなどの疫病が蔓延、疫病はドイツにも拡大を見せ、1万人を越える職工、農民が命を落とした。
1848年1月、シチリアのパレルモで暴動が起こり、両シチリア王国からの分離独立と憲法制定が要求され、これを第一波として革命がイタリア各地に波及した。この騒乱はシチリア・ブルボン家の国王フェルディナンド2世にシチリアの自治と憲法制定を受諾させ、革命が成就した。イタリア発の革命の余波はフランスへと到達した。南イタリアにおける地方的騒乱はドミノ倒し状に連鎖して「ゴールの雄鶏の鳴き声」とともに1848年革命と呼ばれる欧州動乱へと発展する。

## フランス二月革命

### 七月王政と改革宴会
1830年の七月革命の結果誕生したオルレアン王政では、選挙権の拡大が行われたものの納税額による制限選挙自体は維持され、選挙権をもたない労働者・農民層の不満が高まった。有権者資格は納税額300フランから200フランに引き下げられ、9万4000人から1.8倍増の16万8000人へと増加した。しかし、有権者の割合はフランス全人口3500万人の0.5％に過ぎなかった。フランスでは鉄道熱が過熱し、各地で路線が建設されるなど大規模な開発が進められたが、こうした産業の発展の恩恵を一般の国民は受けられずにいた。一部の富裕層に富が集中し、多数の国民が貧困に取り残されていった。しかし、議員の選挙は依然として数百人の投票によって決定され、贈収賄によって政治は左右され、フランス政治は特権階級による権力の独占という様相を濃くし、密室政治と利権政治へと堕落していた。
首相ギゾーは、選挙制の改革に関して反対の立場を取っていた。彼は「選挙権が欲しければ金持ちになりたまえ」と語り、国民の不満に対して目を向けなかった。フランスでは不満が高まっていた。こうした不満のはけ口として改革宴会 という集会が盛んに開催され、ある程度のガス抜きが行われていた。改革宴会とは、選挙権の拡大や労働者・農民の諸権利を要求する政治集会だが、宴会の名目で開催していたもので、共和派のルドリュ・ロランがリールで推進したものが有名であった。

### 革命の経緯

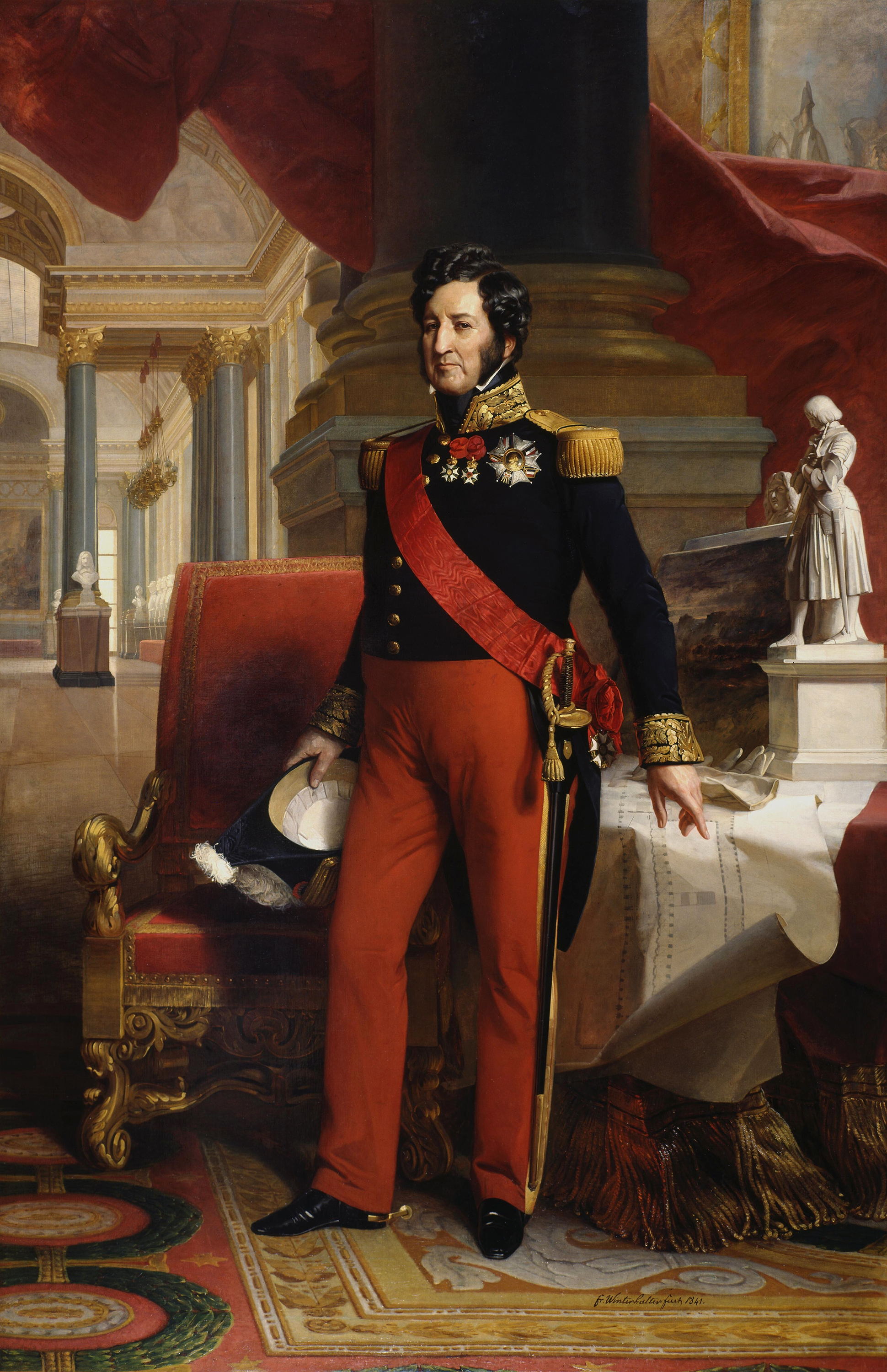
ルイ＝フィリップ1世

1848年2月21日、『ル・ナショナル』は政権批判を目的にシャンゼリゼ通りで改革宴会の開催を呼びかけ、パリの民衆と国民衛兵に参加を求めた。しかし、こうした改革宴会は反乱の呼びかけと見られており、議会が中止を申し渡したものの布告は人々に伝達せず、多くの群衆が集結した。
当日の22日は雨が降っていたが、労働者・農民からなる多数の男女が集まり始め、学生が合流して人数は急速に膨らみ、大規模なデモとなった。そして、人々は行進を開始、国民衛兵の制止を聞かずセーヌ川の橋を渡り、議会へと向かった。議会ではギゾー内閣に対する非難決議が提案されていたが、議会の外では怒る群衆とこれに対峙する軍との睨みあいとなっていた。政府が改革宴会に対して解散命令を出すと、猟騎兵が群衆に攻撃を開始し、群衆は「改革万歳」、「ギゾーを倒せ」との怒号とともに投石で対抗して市街各所にバリケードを築き始める。そこに銃声が轟き、二人の犠牲が出た。このときの犠牲者は二人とも女性で、人々の怒りは頂点に達した。
翌2月23日、国王ルイ・フィリップ１世は、首相のフランソワ・ギゾーを罷免して事態の沈静化を図る一方、三万人の正規軍と国民衛兵に召集をかけた。ギゾー辞任に人々は歓喜し、国王の決断を国民は称えたが、国王が新首相に指名したルイ・マシュー・モレは保守派の人物であった。新内閣の組閣に批判的な民衆は依然としてデモを続け、24日には武装蜂起へと発展、軍との衝突で多数の死傷者が出た。
国王はアドルフ・ティエールに事態打開を求めた。このとき、ティエールは後にパリ・コミューン革命に際して実行することになる作戦案―パリを一時捨て叛徒に掌握するに任せ、時間を稼いで態勢を立て直して反転攻勢し、パリを再奪取する―を国王に提言した。しかし、国王はティエールの非情な解決策を拒み、退位を決意、ロンドンに亡命して王政が崩壊した。これが1848年のフランス革命（二月革命）である。

## 第二共和政

### 臨時政府の成立

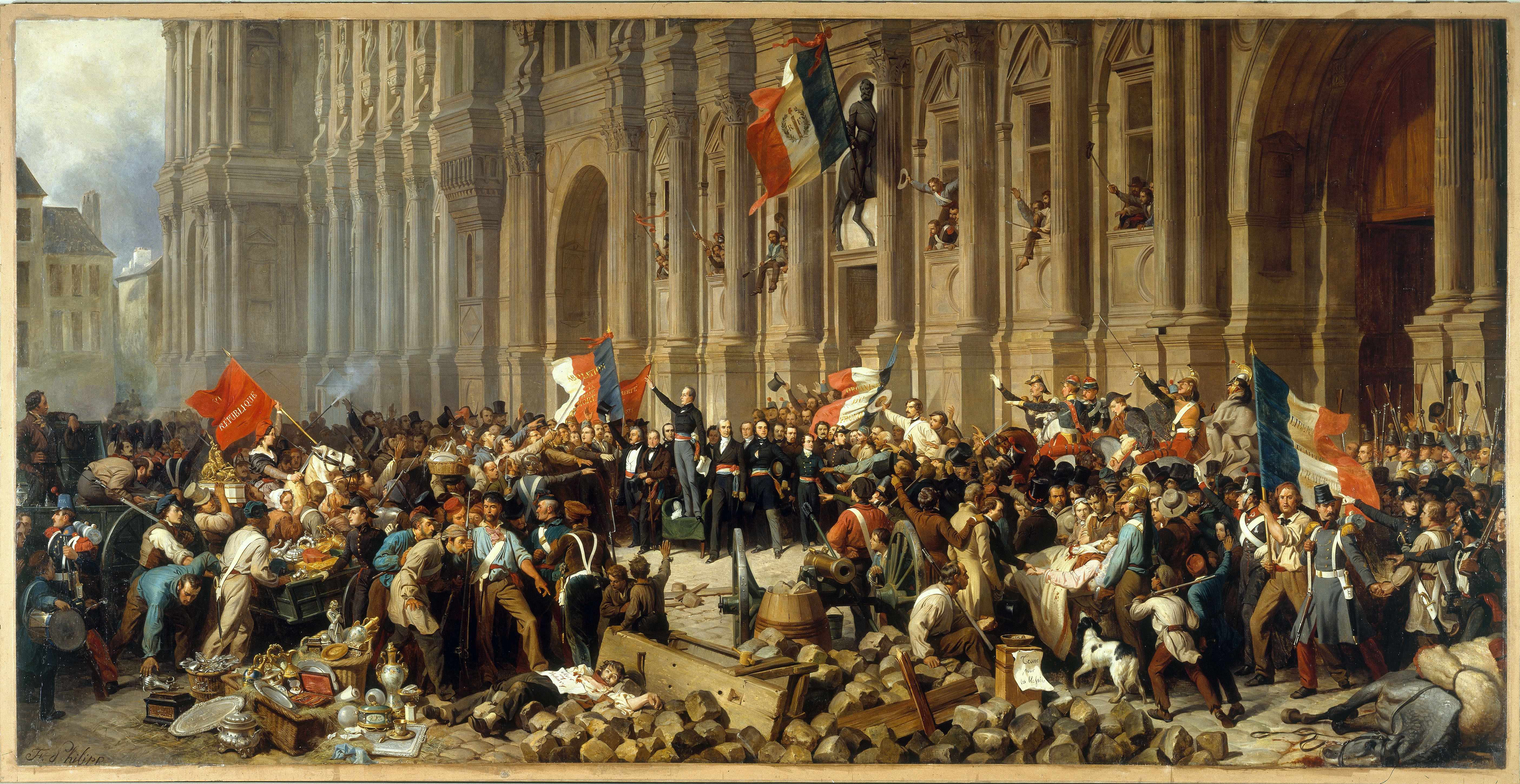
フランス二月革命

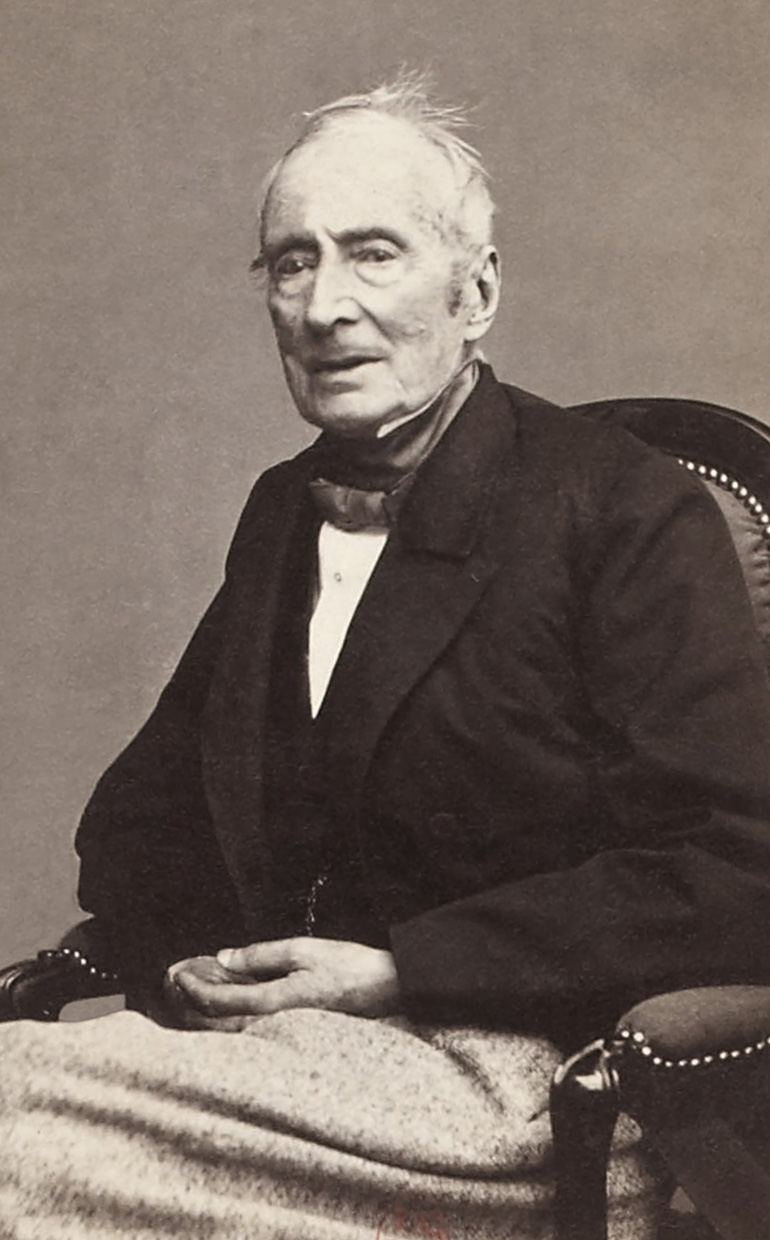
アルフォンス・ド・ラマルティーヌ

国王退位後、革命は新体制の樹立を必要とした。退位したルイ・フィリップは、新国王として指名した孫のパリ伯フィリップに王位を継承させることを望んでおり、摂政として母オルレアン公妃が補佐することを期待していた。
しかし、群衆の乱入で荒れる議会を制し、政局を掌握したラマルティーヌは王政を拒絶し、共和政を採用すべきと主張した。彼は穏健な共和主義の信奉者であり、『ジロンド派の歴史』を執筆して名を馳せた文士で、ジロンド派の政治理念を継承して自由民主主義に基づく新国家の建設を志していた。同日、ラマルティーヌが指導してオルレアン左派、ブルジョワ共和派、ジャコバン派など左派を結集して1848年の臨時政府が組織された。
フランス革命の経験者であったデュポンドルールが首班となって、法相にユダヤ人弁護士のアドルフ・クレミューが就任、保守派のフランソワ・アラゴ、資本家のガルニエ・パジェス、ジャコバン派のルドリュ・ロラン、社会主義者のルイ・ブラン、機械工のアルベール・ルーブリエ、『ル・ナショナル』の編集者アルマン・マラスト、『ラ・レフォルム』の編集者フェルディナン・フロコンらが臨時政府の閣僚となった。ラマルティーヌは外相に就任し、かつてフランスの友好国であったポーランドの独立を求める声を黙殺、革命戦争を拒絶して平和協調路線を採用した。以降、ラマルティーヌは臨時政府の方針を矢継ぎ早に打ち出していく。
翌25日、臨時政府はラマルティーヌが中心となってパリ市庁舎にて共和制を宣言した。「フランス人民の名において！王政はいかなる形態のもとであろうと、フランスにおいては廃止される。共和政を宣告する」。かくして、フランスは第二共和政に移行した。

### 国家理念と赤旗問題
しかし、臨時政府は共和政を樹立したものの不安定であった。ラマルティーヌは、新共和国の象徴として三色旗から赤旗の掲揚を求め失業や貧困といった窮迫する社会問題への対応を迫る左派、そして既得権を守りたい右派の両派からの攻勢を受けながら、誕生間もない共和政を守らなければならなかった。
殊に赤旗問題は国家理念に関わる重要な問題を提起した。
元来、赤旗は公正と友愛の表象である一方、階級闘争とフランス革命戦争、ジャコバン派の恐怖政治という歴史的暗部を想起させるものであり、また急進的な革命の思想として当時急速に流布していた社会主義、共産主義を志向する労働者階級の政治上の立場を示す旗印であった。ラマルティーヌはリベラルの立場を保っていたため、赤旗の掲揚を拒絶した。
「私の手はこうした法令に決して署名することはない！私は死に至るまで、この血の旗を拒むけれども、諸君も私以上にそれを嫌うようになるだろう！なぜなら、諸君が持ってきた赤旗は、（17）91年と93年に、人民の血にまみれてシャン・ド・マルス（練兵場）を一廻りしたにすぎないが、三色旗は祖国の名前と栄光と自由をたずさえて世界を一周したからなのだ！」
この演説に感動したある男がラマルティーヌを抱きしめ、集まっていた理工科学校の学生や陸軍学校の学生と民衆は喝采を贈った。ラマルティーヌは第二共和政の表象を共和国の三色旗とし、自由民主主義の精神を擁護することに成功した。ただし、政府は譲歩案として旗竿に赤いリボンを結びつけてよいという布告を出し、民心の安定にも配慮を示した。

### 臨時政府の政策

#### 臨時政府と社会問題

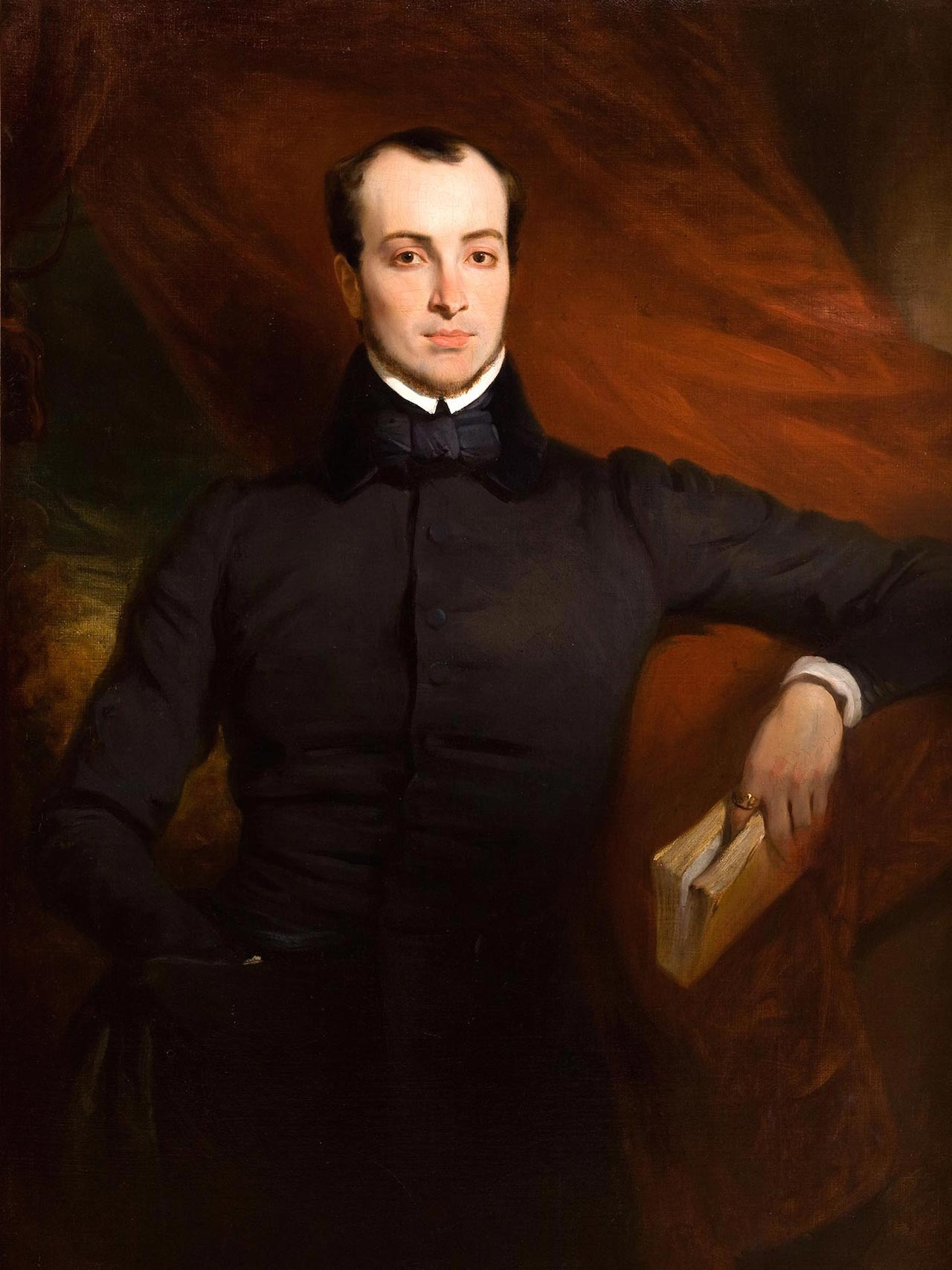
19世紀フランス奴隷解放の父ヴィクトル・シュルシェール

ラマルティーヌは赤旗を拒絶する一方、労働者の支持を確保するため社会問題に対して本格的な取り組みを示した。
臨時政府は、生存権・労働権・団結権などの諸権利を承認したほか、言論の自由・出版の自由が保障され、200以上の新聞が発刊されることになった。一方、4月27日にヴィクトル・シュルシェールの働きで奴隷制の廃止の政令が発せられた。マルティニークでは5月23日に、グアドループでは5月27日に、第一共和政期にジャコバン派によって廃止されナポレオン・ボナパルトによって復活された奴隷制の廃止が実現された。政府は民衆の支持を必要としたため民主主義を奉じ、市民権を擁護することは自明であったが、ラマルティーヌ自身自由主義と社会主義との問題で微妙な立場に立たされた。
ラマルティーヌは政府への支持を繋ぎ止めていくために労働者階級の懐柔を図ろうと考えていた。彼は労働者のアルベールや社会主義者ルイ・ブランを臨時政府の閣僚として重用してすぐさま徳政令を出して借金返済の免除を図るなど、貧民や失業者に対する救済策を採っていく。翌26日、ラマルティーヌは高給を約束して機動隊の新兵募集を布告した他、ルイ・ブランの提案を消極的であるが一部採用して、失業者8万人を雇用して国立作業場と呼ばれるモデル工場の設立に取り組むこととなり、新兵の制服の製作や軍関係の備品の調達に当たらせた。また、モンパルナス駅と周辺路線の改修工事をはじめ新規の公共事業が提案され、失業問題の解決に新政府は本腰を入れることとなった。

#### ルイ・ブランの政策案

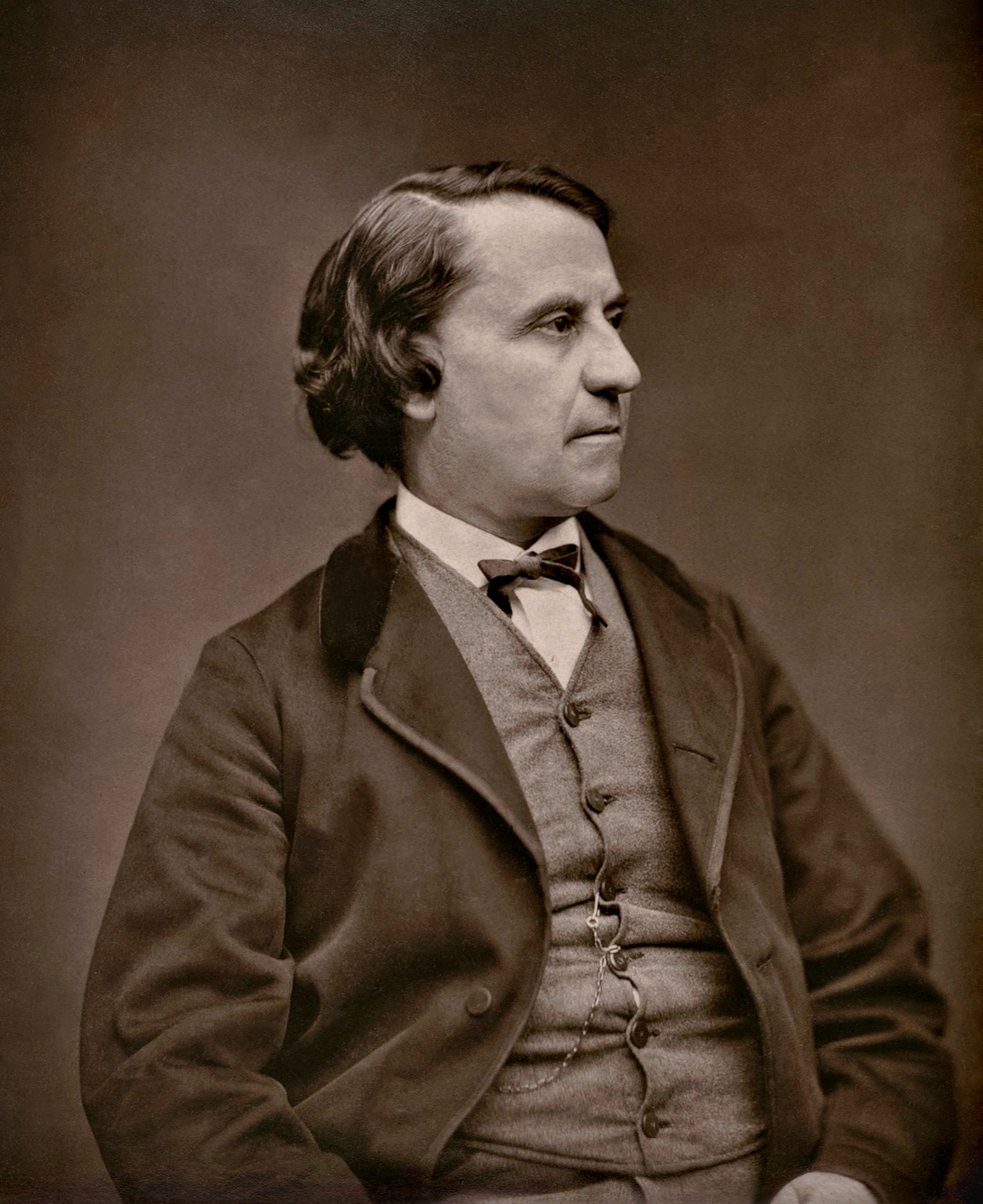
フランスにおける初期社会主義の代表者ルイ・ブラン

ルイ・ブランは臨時政府のもとで、まず先に失業問題に取り組んだ。ルイ・ブランは失業の原因は市場競争と自由交換であると考えていた。彼は自身の認識を次のように示している。
「市場を手に入れるための生産者相互間の闘い、雇用を手に入れるための労働者相互間の闘い、賃金を決めるための製造業者と労働者との闘い、貧乏人にとって代わって、彼を飢え死にさせることになる機械に対する貧乏人の闘い、競争の名の下でのこうしたことが、産業の観点から観察される状況の特徴的事実なのだ。」
ルイ・ブランは市場に放任される経済ではなく、個人間の連帯と人々の友愛に基づいて経済秩序を変革することで、社会問題の解決は図れると考えていた。経済危機に直面するフランスでは、「政府は生産の最高の規制者として考えられ、その仕事を成し遂げるために、大きな力を授けられる」と考えており、こうした立場から経済への政府干渉を高めて、国家が弱者救済のために主導的な役割を果たす必要があった。
加えて、「この仕事は、競争を消滅させるために、競争の武器そのものを役立てることにある。政府は借款するが、その果実は国民的産業のうちの最も重要な部門で〈社会作業場〉を創設するために充当されるであろう」とルイ・ブランは語った。この言及は銀行、保険、鉄道などの分野で国有企業を創設し、国有企業が民間企業と競争することを意味していた。
これによって、民間企業を資本家による個人経営から法人経営へと移行させ、労働者による自主管理的な企業への転換を促し、労働者の待遇改善を促進させるということに狙いがあった。また、民間企業による公共性を無視した競争に規制を実施して競争そのものを消滅させ、「労働の組織」の導入によって生産力を調整したり、向上させたりすることを期待していた。ルイ・ブランは、経済構造改革の実現で労働者の待遇が向上し、生産が効率化して賃金が上がり、過剰生産と商品不足の循環による矛盾が解消されて不況は克服されると考えた。
しかし、ルイ・ブランの提案は政府に拒絶された。
ラマルティーヌが自由主義者で経済活動と個人間の競争の自由を重んじたためであるが、代替として失業者を雇用するために「国立作業場」が設置された。これはルイ・ブランが提案していたものとは異なるもので、なおかつ管轄も公共事業省のマリに預けられた。こうした政府の妨害に直面し、2月28日、ルイ・ブランは政府に辞表を提出した。しかし、政府はアラゴが調停役となって和解案を提示した。臨時政府は労働者対策を準備する目的で、リュクサンブール宮殿に産業に関する労働者委員会を設立してはどうかと提案した。こうしてリュクサンブール委員会が発足し、ルイ・ブランの管轄下にあって活動を始めることとなった。

#### リュクサンブール委員会
同委員会は職業別に労働者と業者から構成される部会を設置した。そして、サン・シモン派やフーリエ派などのジャーナリストを顧問として配置、彼らを各々の担当事案に割り振って労働者からの陳情を聞きながら重要法案の作成に着手した。
その中で、委員会は労働時間の短縮（10時間労働制）と中間搾取の温床となっていた労働請負制の廃止を提案し、この提案を法制化することに成功した。また、賃金紛争が生じた場合にはストライキの当事者を召喚して、労働者と雇用者双方の主張を聞き、賃金の改定を働きかけるなど、中央評議会のような活動にも従事していた。実際、各地に労働組合の中央組織を作り、資金や技術の提供、共済保険の設置に支援をおこなった。フランス銀行を国有化して政府が金融政策を掌握し、企業融資や労働者融資をおこなう信用組織とすることも構想したが、これは実現しなかった。
リュクサンブール委員会は、1)労働省の設置、2)鉄道・鉱山の国有化、3)フランス銀行の国有化と保険業の集中、4)物資集積センターと中央市場の整備、5)労働者協同組合への融資、6)農業コロニーの設立などの提案を含んだ社会改革プランを政府に対して作成した。
しかし、同委員会の活動は数多くの障害に阻まれていく。元来、同委員会は立法権も執行権も無い調査研究の機関で権限が乏しく、憲法制定議会の設置のタイミングで解散することが定められた期限付きの臨時機関であった。そのため、委員会の調査報告は法的強制力の無い参考資料に過ぎなかった。さらに、社会主義・共産主義への恐怖心から同委員会の活動への反対論が強まっていった。ルイ･ブランとその一党はリュクサンブール宮殿で国費を支出して贅を尽くした飲食に耽っているとか、国立作業場で8万人の労働者を国費で雇用しているのはルイ･ブランの責任であるとか、ルイ･ブランが権力を掌握すれば農地は分割され、妻子を取り上げられるといった根拠のない中傷が地方都市、農村で盛んに流布された。パリでは『両世界評論』という雑誌を中心に、ルイ･ブランの政策論が私企業と自由市場経済を根絶させようとしていると論断され、リュクサンブール委員会は自由主義の観点から批判された。

#### 議会選の布告
3月2日、成人男子選挙制の布告が出された。6ヶ月以上の居住資格をもつ21歳以上の男子が参政権を認められ、革命前の25万人から一挙に増加して最終的に900万人が有権者となることとなった。同時に、憲法制定国民議会の招集が決定され、4月に総選挙を実施することとした。

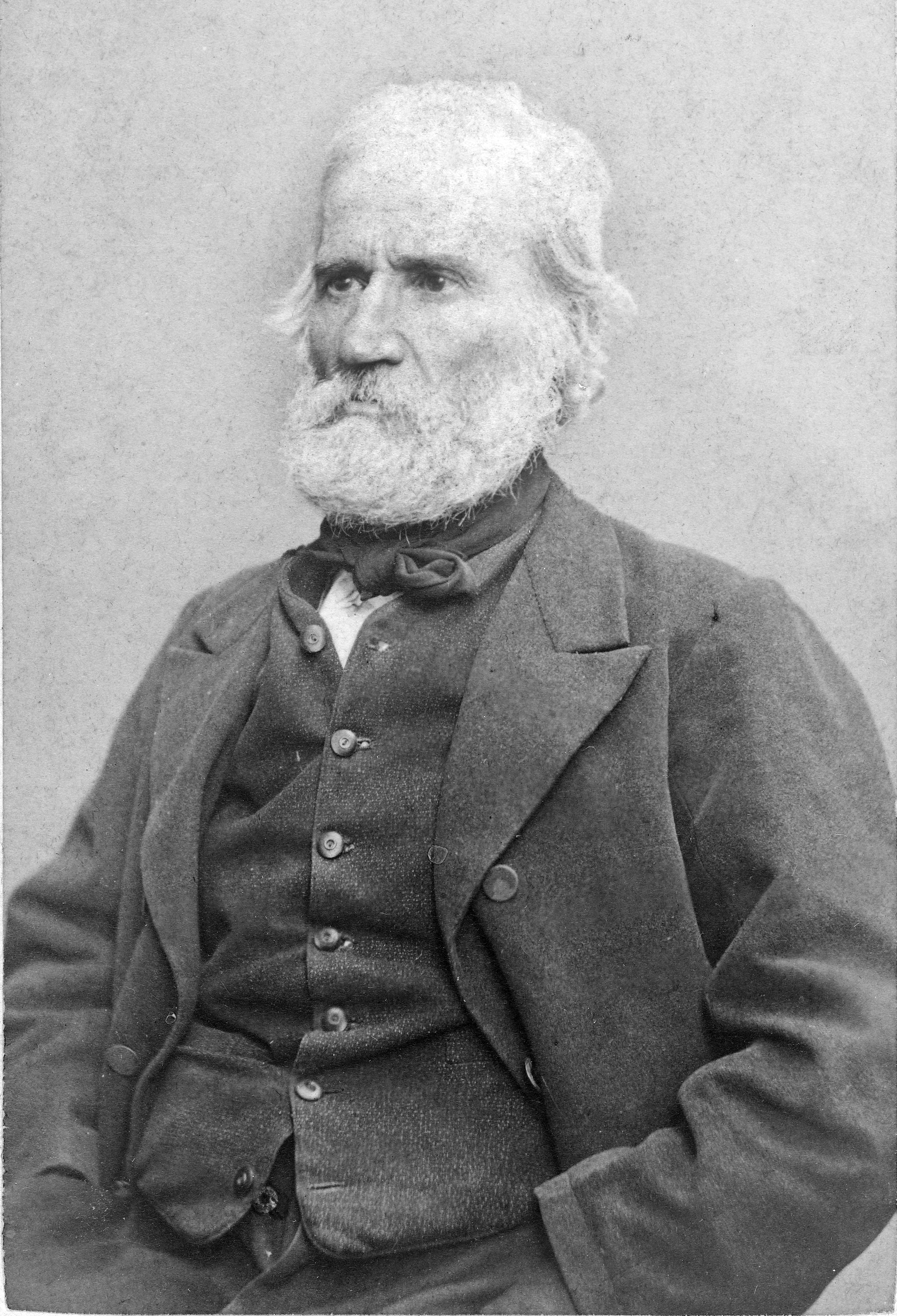
オーギュスト・ブランキ

ラマルティーヌは、成人男子選挙によって民主化を促進して労働者の不満を政治的に吸収し、オーギュスト・ブランキら極左の革命派による蜂起を予防することを意図した。一方、リュクサンブール委員会は政府に提言をおこなったものの、国民からの理解を得られず、むしろ社会主義・共産主義への敵意に直面していた。地方農村部では危険な左翼を退治して行き過ぎた革命を糺すという機運が拡大、総選挙の結果は既に保守派の勝利が予想された。当然、総選挙後に保守派中心の新政府発足を予期した左派は、総選挙に猛烈に反発して選挙の実施延期を要求した。ルイ･ブランは「人民は民主的共和政を望む。人民は人間による人間の搾取の廃止を望む。人民は協同組合による労働の組織を望む。共和国万歳！臨時政府万歳！」と声明を発し、巻き返しを図るべく大規模なデモを計画して人々を動員しようとした。一方、ラマルティーヌは左派の要求を拒絶し、国民の信託を受けた新政府を早期に発足させ、共和政を革命的急進主義から防衛しようとした。そして、デモ前日にブランキを外務省に招いて会見し、そこで互いの友好を確認して、ブランキに性急な蜂起を計画しようないように暗に求めていた。この計略は功を奏し、左派の暴発を事前に封じることに成功した。
4月16日、左派によるデモは予定通り実行され、5-6万人の民衆が参加したが、これに政府は軍を招集、軍は民衆を押し返してデモを解散させた。このときのデモは臨時政府に反対するものではなく、ルイ・ブラン支援を意図するものであり、ブランキもデモに加わらなかったため本格的な武装蜂起は伴なわなかった。国民衛兵の兵士たちは「共産主義者を倒せ！ブランキを殺せ！カベーを殺せ！ルルーを殺せ！ルイ・ブランを倒せ！」と気勢を上げ、デモ隊を蹴散らしにかかった。4月16日デモは保守派の勝利として終わり、情勢の反動化をより印象付けるものとなった。

### 総選挙後の反動

#### 5月15日事件と保守派の勝利
4月23日の国政選挙の結果、880議席中600議席を穏健共和派が占め、ヴィクトル・ユゴー率いる保守派の秩序党が200議席を固めたが、オーギュスト・ブランキをはじめ社会主義者からなる革命派は80議席に留まった。革命派ではルルーやカベなどの社会主義者が落選した。また、リュクサンブール委員会は多数の労働者を含む35人の候補者リストを作成したが、ルイ・ブランが辛うじて当選したものの彼以外に当選を果たしたのは3人に過ぎなかった。かくして、革命派は惨敗してラマルティーヌ率いる穏健共和派が主導権を握る新議会が発足した。そして、選挙の結果フランソワ・アラゴを中心に、ガルニエ・パジェス、ピエール・マリ、ラマルティーヌ、ルドリュ・ロランの5人の執行委員会からなる五頭政治が樹立された。

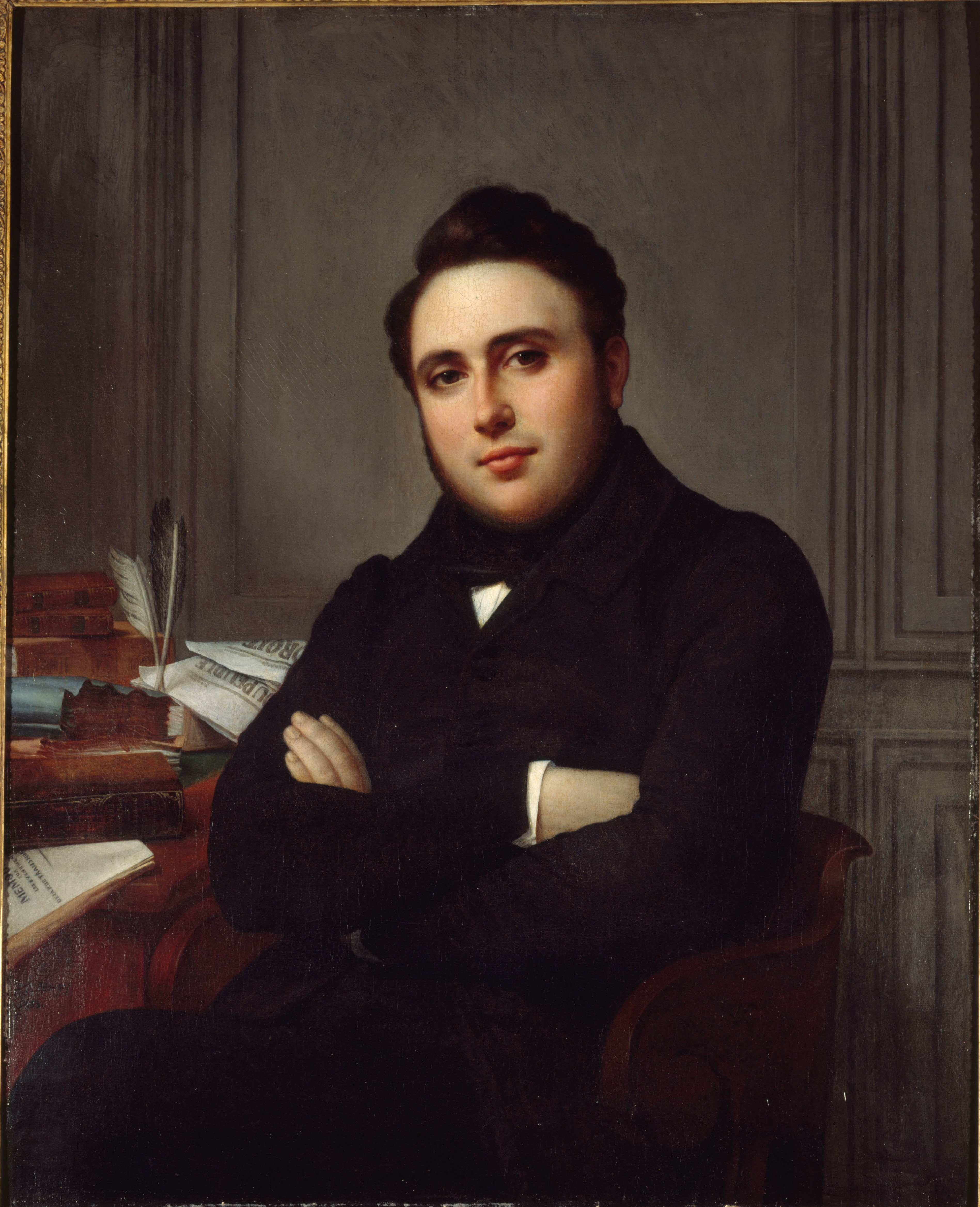
1848年のルドリュ＝ロラン

これ以降、革命を前進させようとするプロレタリアートと革命を終息させようとするブルジョワの階級対立が先鋭化していった。ルイ・ブランとリュクサンブール委員会は新議会の格好の攻撃対象となっていた。5月10日、ルイ・ブランは委員長を辞職することを条件に労働省の設置を要請したが、議会での採決で早々と否決に追い込まれた。委員会は改組され、後任に公共事業省のマリが指名され、ルイ・ブランの指導力も奪われた。ここに政府内での社会主義の政治的影響力は消滅することになる。こうしてルイ・ブランの念願であった労働省（フランス）の設置は20世紀に先送りとなった。一方、議会外では情勢が再び緊迫化していく。
5月15日、内相ルクール、パリ市長マラストが呼びかけて新議会の解散を要求するデモが組織された。当日の朝、亡命ポーランド人の一隊を先頭に国民衛兵の兵士や「国立作業場」の労働者が参加して、バスティーユ広場からコンコルド広場へと群衆の行進が始まり、群衆は議会へと向かった。そして、群衆は議場へと押し入っていった。5月15日の議会乱入事件である。ブランキが議会乱入を指導して演説をおこない、ポーランド支援を訴えるとともに、総選挙後ルーアンで発生した虐殺事件を非難した。混乱の中で太鼓が鳴らされ、「人民の名において議会は解散された」と書かれたプラカードが掲げられ、「全員で市庁舎へ行こう」と人々は口々に叫んだ。二月革命が再現されようとしていた。こうした動きにブランキは不審を感じて市庁舎へは向かわなかった。ルイ・ブランも市庁舎へと向かうのを拒絶した。群衆の行進はブランキ派のアルマン・バルベスが率いることとなり、一隊は市庁舎に到着した。しかし、バルベスは新たな臨時政府の組閣のため討議しているところを警察によって逮捕された。10日後ブランキも逮捕され、左翼指導者が一網打尽に逮捕されていった。
新政府は左翼勢力を一掃して政権基盤を強固なものにすることに成功した。5月21日、シャン・ド・マルス（練兵場）にて「コンコルドの祭典」が開催され、ラマルティーヌは人々の歓呼を受けた。だが、祝祭は悲劇の前触れとなった。

#### 六月蜂起

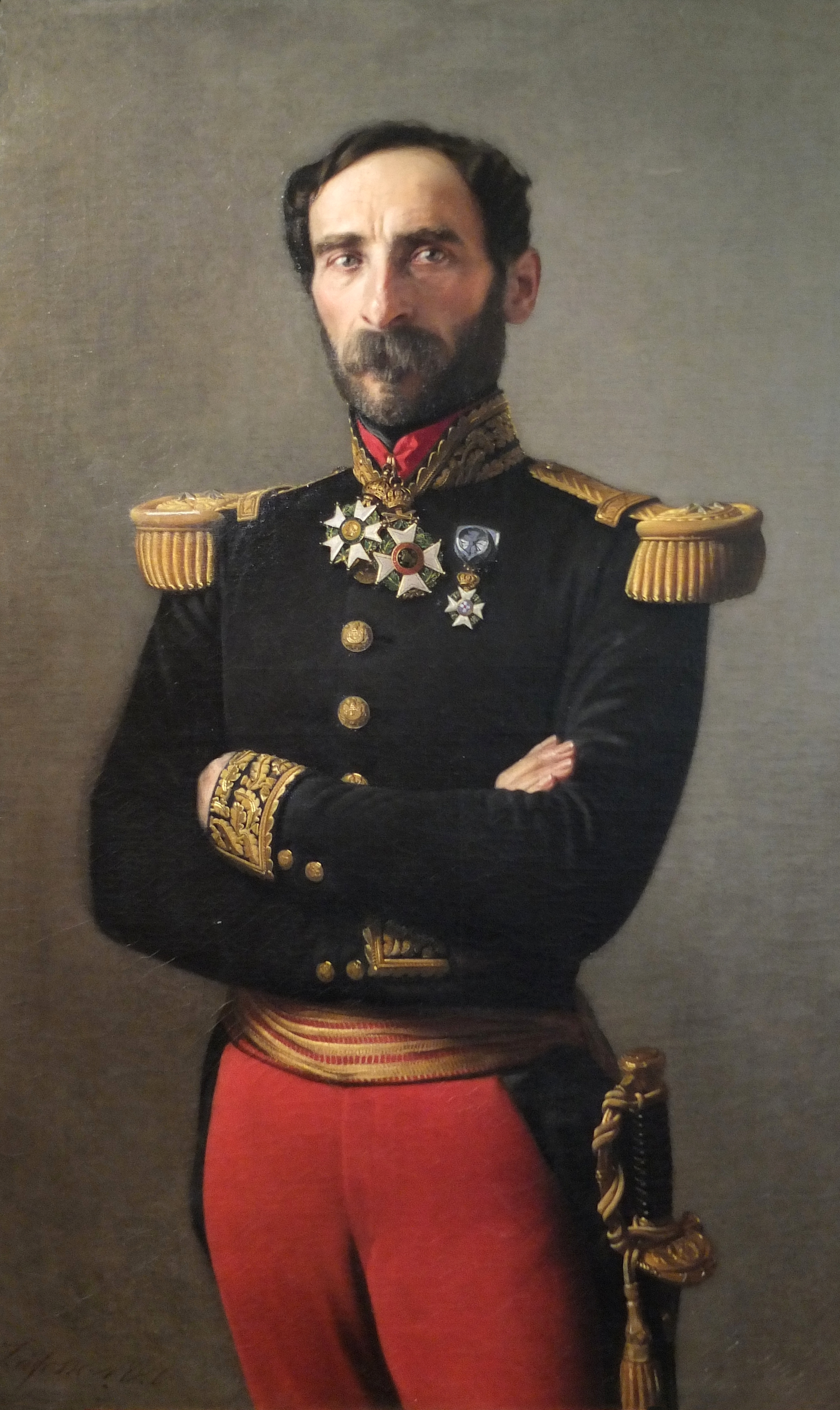
共和派軍人ルイ・ウジェーヌ・カヴェニャック。六月蜂起の弾圧者として蜂起以降、イメージを急激に悪化させる。

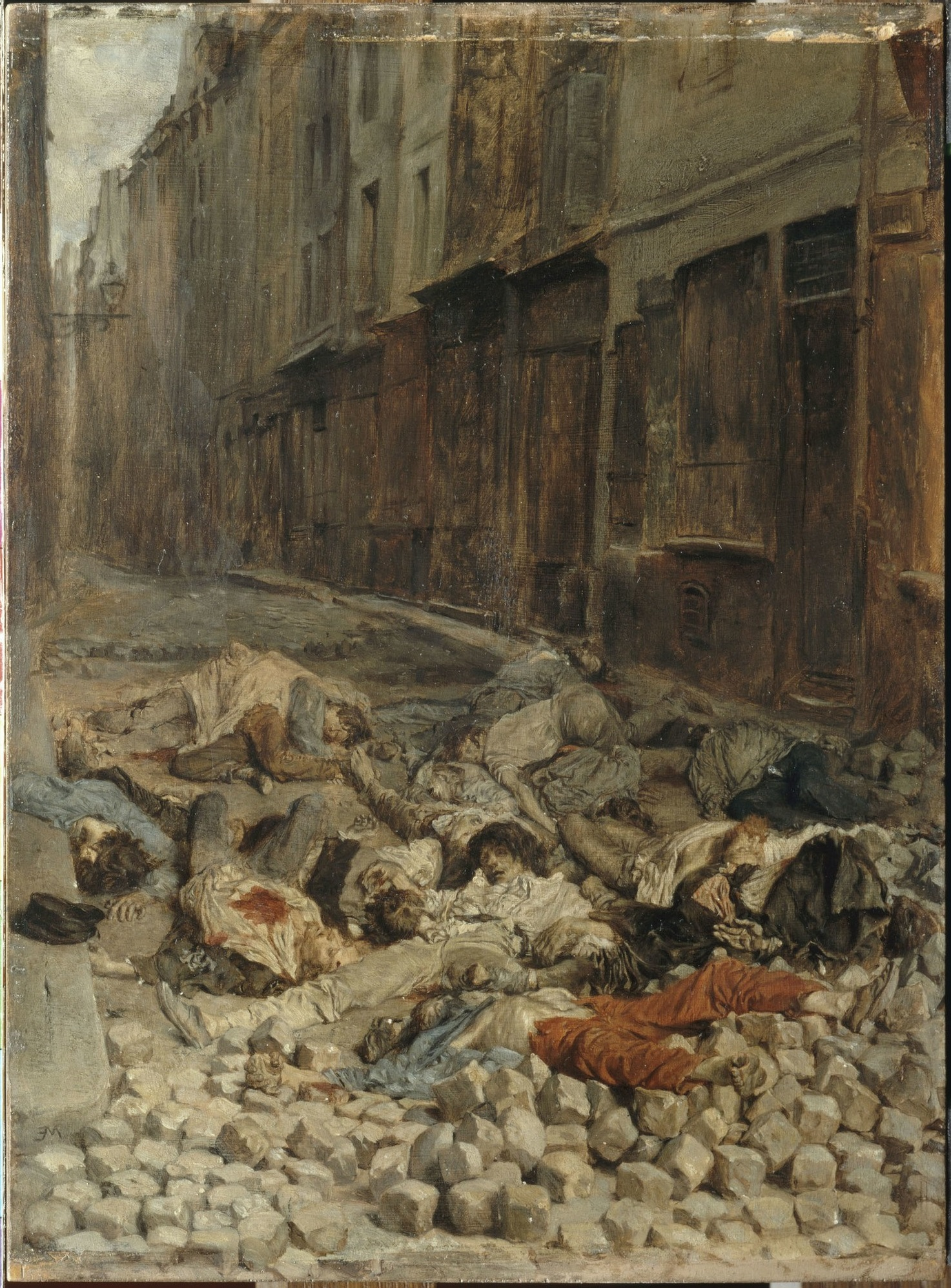
パリの6月蜂起でフランス軍に殲滅された蜂起労働者たちの死体を描いた絵画

保守派と革命派の間に深まった緊張は、新たな危機を引き起こした。
保守派のファルー公爵が先頭となってルイ・ブランの政策を次々に中止させた。特にショックが大きかったのは失業者雇用のプランとなった国立作業場が採算が合わないとして閉鎖されたことであった。ラマルティーヌは鉄道建設など事業に労働者を割り当てることを提案したが拒否された。
保守派の狙いは国立作業場を完全に廃止して失業者が蜂起するのを誘発して、社会主義者に徹底的に反撃する機会を手に入れることにあった。
ファルーは議会で国立作業場の弊害を精力的に演説し、革命と臨時政府の痕跡を消したい保守派中心の議会の方向性を後押しした。反乱や流血を回避して共和政を守りたいラマルティーヌの抵抗も空しく、6月16日の採決で閉鎖が決まる。18歳から25歳までの労働者は5日以内に国立作業場を退去するか、二年間の軍役に就くかを選択するように迫られた。しかし、これに満足しないファルーは解散手続きの執行権を議会から預かることに成功し、国立作業場の全労働者にオルレアン近辺の沼沢地の土木工事に従事するよう命じた。失業者とはいえ元々が仕立て工や家具職人である労働者は政府の決定に反発したが、政治家が彼らの声に耳を貸すことは無かった。
6月22日、1000人余りの労働者が政府執行役のマリに面会を求めてパンテオン広場に集まり、国立作業場閉鎖を撤回するように請願した。しかし、請願は拒絶され、その日の晩数千人の労働者がデモをおこない、「パンか死か」、「労働か死か」と叫び政府に抗議した。政府は労働者の抗議に対して、主たる指導者56人を逮捕して、反乱防止を図ろうとした。しかし、内相アドリアン・リクールは政府の決定を無視し、住所不明を理由に緊急逮捕を拒絶した。
一方、政府は国防相カヴェニャック将軍にパンテオン広場を占拠して反乱が発生しないように指令を発したが、共和派であったカヴェニャックは保守派に買収されており、これも実行されなかった。ラマルティーヌとルドリュ・ロランは反乱と流血を回避するために全力で声を挙げたが、実際は何もできなかった。軍と保守派は革命派の一掃を考えており、民衆の反乱を必要としていたのである。
政府が反乱シナリオを描いて情勢を作り上げていく間に、6月23日から労働者はパリ北部から東部にかけての貧困地区60か所にバリケードを築いていく。保守派の想定通りにパリの民衆が大規模な武装蜂起を起こした。これが六月蜂起である。
翌24日、議会は執行政府を罷免して、カヴェニャックを行政長官として独裁権を委ねた。
カヴェニャックは戒厳令を布いて労働者の蜂起に断固たる処置を加えることを公約し、その日の晩にバリケードへの攻撃命令を発する。前執行政府首班のフランソワ・アラゴは最期の試みとしてバリケードに赴き、労働者に投降を呼びかけたが、空しく拒絶されてしまう。アラゴは部隊に発砲を命じ、戦闘が始まる。国立作業場で働かされていた10万人の労働者の窮状と不当な扱いへの抗議がついに流血を招いた。アレクシス・ド・トクヴィルはこのとき、パリを駆け回り主要議員やパリ市長マラストに面会していた。彼は兵士の大半がパリ労働者に関して何も知らない地方の農村出身者で、社会主義に対する敵意だけで反乱を力づくで鎮圧しようとしていることに警鐘を鳴らしたが、彼の声も無視されてしまう。
バリケードに立て籠もる民衆に、カヴェニャックの指揮のもと国民衛兵は4日間の流血戦を展開した。
しかし、金属工などの一般労働者が集結して蜂起したため、民衆側に指導者は無く、個々に判断を下して鎮圧軍に抵抗していた。統一的な指導部に欠き、戦略性を持たない蜂起が長く保つことは考え難い状況にあった。バリケードは各個に撃破され、6月25日には一方的な殺戮の様相を呈した。無残な戦闘に危機感を感じたパリ大司教モンセニュール・アフレが仲裁に動いて労働者に降伏を呼び掛けられた。鎮圧軍の兵と籠城中の労働者が戦闘地帯で抱擁を交わして戦闘中止を図った。しかし、鎮圧軍側から発砲があり、大司教は腰を撃たれてその場に倒れ、労働者によって救護所に運ばれるが、数日後に死亡する。この事件はファルーによって民衆の残虐性を示す例証として利用され、鎮圧者側に激しい敵意が生じた。
6月26日、サン・タントワーヌ街のバリケードを最期の拠点として労働者は頑強な抵抗を続けた。しかし、大砲の砲撃によって建物の外壁に穴をあけて兵士が突入して、バリケードはとうとう破られた。
六月蜂起は、政府・労働者の両陣営で多くの血が流れたが、政府の反動に抗議するパリ民衆の反乱は失敗に終わった。
4日間の流血戦を経て蜂起は鎮圧され、守備にあたった労働者は容赦なく殺された。10万丁の小銃が押収されて2万5千人が逮捕されて反乱は終息した。最終的に死者は政府側703名、労働者側3035名に及んだ。容疑者狩りが執拗に行われ、疑わしいとされ政治犯となった労働者が捕縛され、まともな裁判も受けられずにアルジェリアに追放された。
この事件により、それまで共闘してきたブルジョワとプロレタリアの関係が決裂した。政府側を支持するブルジョワは、反政府的な労働者による社会主義革命を警戒するようになり、これまでのように革命の担い手にはならなくなった。むしろ、社会の安穏を求めて保守化した政府を支持するようになるのである。こうして、市民革命の時代は終焉へと向かった。
以後の展開に関する記述はフランス第二共和政に譲る。